# Камчик
Камчик (на украински: Камчик) (от 1945 до 2024 Зоря) е село в югозападна Украйна, разположено в Белгородднестровски район на Одеска област. Населението му е около 5528 души (2001).

## География
Разположено е на 18 m надморска височина в областта Буджак, на 4 km югоизточно от районния център Сарата и на 37 km северозападно от бреговете на Черно море.
Селото е разположено в долина, на левия бряг на река Сарата, която се влива в езерото Сасик, на магистралата Одеса – Рени.
Землището на селото е 426 ха. Земите на общината са подходящи за отглеждане на зърнени, маслодайни и овощни култури и лозя. Разширено животновъдство (крави, свине, домашни птици).

## История
Селото е основано през 1830 година от български преселници в Руската империя, представители на редица села, разположени по поречието на река Камчия в България. Името на селото произлиза от района на реките Луда и Голяма Камчия, от който са преселниците.
След Руско-турската война от 1828 – 1829 г. започва второто масово преселване на българи в Бесарабия. Руските власти ги убеждават да се заселят в бившите държавни земи в Акермански окръг, които след окончателното напускане на ногайските татари били необитаеми. Българските преселници се съгласяват и избират равно място край река Сарата на мястото на ногайско село. Те пристигат тук през късната есен на 1830 г. и преди настъпването на студеното време успяват да направят временни къщи.
С указ на руския цар селото получава името Камчик през 1832 година.
Подобно на другите заселници, жителите на Камчик получават статут на чуждестранни колонисти – специална категория на руската селска класа, при която селският ред е подчинен на областния началник. Те са освободени от някои данъци и военна служба и получават правото свободно да се прехвърлят в други имения. Българските преселници са предимно земеделци. В началото те трудно свикват със сухите степи в района, но постепенно благодарение на трудолюбието си успяват да постигнат стабилна реколта. В трудни години получават заем от държавата. Населението основно задоволява самостоятелно нуждите си от битови и стопански продукти.
С течение на времето Камчик се разраства, построени са улици, а през 1842 г. е открито еднокласно училище, което се финансира от селото. В училището има учител и един клас с 30 ученици. В края на XIX в. в селото вече има две училища: министерско и земско, както и църковно девическо училище.
От самото начало в селото има дървен, а след това каменен параклис. Църквата „Света Троица“ е построена с дарения на селото и осветена през 1871 година.
От 1872 г., когато българското заселване в Бесарабия, е отменено и българските селища преминават под юрисдикцията на общите институции, Камчик е включено териториално в Акермански район. На жителите на селото е отнет статутът на колонисти и от този момент нататък те са облагани с общи данъци, призовавани са в руската армия, училището се издържа от държавата и т.н.
По непълни данни около 400 души са мобилизирани в руската армия за Първата световна война, много от тях загиват. Поради това при преброяването през 1930 г. броят на жителите е 2917, по-малко, отколкото в началото на XX век.
През 1918 г. регионът е окупиран от румънски войски и навсякъде е въведен румънският език. Мъжете са призовавани в румънската армия.
Съгласно пакта „Рибентроп-Молотов“ договора между СССР и Германия и тайния протокол към него на 28 юни 1940 година Бесарабия е присъединена към СССР. Започва призивът за колективизация, национализация на земята и репресии срещу жителите на селото, определени като „антисъветски елементи“.
На 23 юли 1941 г. по време на Втората световна война село Камчик е окупирано от румънски войски.
По време на Втората световна война мъжкото население е отведено на трудовия фронт в Румъния (кунцетралия). На 23 август 1944 г. след Яшко-Кишиновската операция селото отново е окупирано от съветските войски. В първите 10 години на съветската власт селяните отново изпитват големи трудности: един или двама мъже от всеки двор са мобилизирани на трудовия фронт, за да работят в предприятия в Донбас и Урал; масови репресии и реквизиции на зърно (хлебопроизводство) и колективизация, в резултат на което започва изкуствен глад, хората се подуват и умират. През 1946 г. са организирани три земеделски стопанства: „К. Маркс“, „Енгелс“, „Искра“.
През 1945 година село Камчик е преименувано на Зоря. От 1 юли 1956 година трите стопанства се обединяват в едно стопанство – колхоз „Зоря“, който три години по-късно получава името „Дружба“.
В селото е основан дома на културата, в който се прожектират филми и функционират самодейни художествени колективи, духов оркестър, ансамбъл за народни песни и танци, клубове по шахмат и дама и др. В края на 60-те години на ХХ век в центъра на селото е построен стадион и е създаден футболен отбор, започва да работи клуб по свободна борба.
70-80-те години на ХХ век се характеризират с бързо развитие на селото във всички сфери.
През 2003 г. е публикувана книгата „Камчик“ на И. В. Златов, В.Н. Златова и Ф. С. Георгиев за сметка на бизнесмена Владов И.К.
През 2012 г. е написана книгата „Камчик-Зоря“ на Н. А. Куртов. със средства на „СВК Дружба“.
На 1 декември 2020 г. правомощията на Зорянския селски съвет приключват поради факта, че село Зоря става част от Саратската ОТГ.
На 30 ноември 2021 г. е предложено от потомци на първоначалните основатели на селото да се възстанови оригиналното му наименование; предстои решението да се гласува от Върховната Рада. въпреки съпротивата на местната власт и нейните зорянски лидери.
На 20 март 2024 г. Комитетът на Върховната Рада и УИНП  подкрепят възстановяването на историческото име Камчик и декомунизирането на съветското име Зоря.
19 септември 2024 г Върховната Рада на Украйна официално връща историческото име на селото Камчик.

## Население
Няма точни данни относно броят на семействата, които се заселват в селото през 1830 – 1831 г. Според „Ревизската приказка“ (преброяване от 1835 г.) броят на жителите е 310 души: 149 мъже и 161 жени. През следващото десетилетие продължават да пристигат нови преселнически семейства.
През 1848 г. населението е 464 жители, през 1871 г. – 1119 души, а в началото на XX в. достига 3117 души.
През 1942 г. в селото са регистрирани 4622 души, от които 2409 мъже и 2213 жени. По националност преобладават българите – 4525 души, следвани от руснаците – 58, циганите – 29 и румънците – 10.
Според преброяването от 1988 г. населението на Камчик е 6025 души, но до края на 2009 г. спада на около 5020 жители.
Според последното преброяване 91,4% от населението на селото използва български език в ежедневието си.

## Символи
С решение на сесията на Зорянския селски съвет № 620-VII от 22 август 2018 г. са утвърдени герб и знаме на селото. На тях е изобразено изгряващо слънце като символ на надеждата за нов ден, нов живот, ново прераждане. Параклисът символизира църквата „Света Троица“, като символ на вярата и обединението на жителите на селото. Цветовете също имат своето значение – златният (жълт) цвят е символ на богатство, справедливост и просперитет; сребърният (бял) цвят е символ на чистота и невинност, а синият цвят – на достойнство и мир.

## Климат
Камчик е разположено в умерения климатичен пояс.
| Камчик                             | Камчик | Камчик | Камчик | Камчик | Камчик | Камчик | Камчик | Камчик | Камчик | Камчик | Камчик | Камчик | Камчик  |
| Месеци                             | яну.   | фев.   | март   | апр.   | май    | юни    | юли    | авг.   | сеп.   | окт.   | ное.   | дек.   | Годишно |
| Средни максимални температури (°C) | 1,7    | 2,5    | 6,6    | 14     | 20,1   | 24,2   | 26,4   | 26,1   | 21,9   | 15,8   | 9,2    | 4,5    | 14,4    |
| Средни температури (°C)            | −1,2   | −0,2   | 3,5    | 10,2   | 16,1   | 20     | 22     | 21,6   | 17,5   | 11,9   | 6,1    | 1,7    | 10,8    |
| Средни минимални температури (°C)  | −4     | −2,9   | 0,5    | 6,5    | 12,1   | 15,9   | 17,6   | 17,2   | 13,2   | 8      | 3,1    | −1     | 7,2     |
| Средни месечни валежи (mm)         | 32     | 33     | 26     | 32     | 44     | 59     | 54     | 39     | 41     | 24     | 34     | 37     | 455     |
| ---------------------------------- | ------ | ------ | ------ | ------ | ------ | ------ | ------ | ------ | ------ | ------ | ------ | ------ | ------- |
| Източник: CLIMATE-DATA.ORG         |        |        |        |        |        |        |        |        |        |        |        |        |         |

## Забележителности
В центъра е изграден парк с кестенови дървета. В близост до парка се намира Музей на българската култура. 
Църквата „Света Троица“ е на над 150 години.